# Колуса (округ)
Колу́са (англ. Colusa) — округ штата Калифорния, США. Население округа, по данным переписи 2010 года, составляет 21 419 человек. Окружной центр Колусы — город Колуса. Расположен в Калифорнийской долине, к северо-западу от столицы штата Сакраменто.

## История
Округ был образован в 1850 году. Часть территории была передана в 1856 году округу Техейма и округу Гленн в 1891 году. Своё название округ Колуса получил от одноимённого мексиканского ранчо.

## География
По данным Бюро переписи населения США, округ имеет общую площадь 2990 км², из которых 2980 км² составляет суша и 15 км² вода.

### Населённые пункты
В округе расположено 2 города:
- Колуса
- Уильямс

В округе расположено 7 статистически обособленных местностей:
- Арбакл
- Колледж Сити
- Граймс
- Лодога
- Максуэлл
- Принстон
- Стонифорд

В округе расположена 1 невключённая территория:
- Сайтс

### Охраняемые территории
- Национальный заповедник дикой природы Бьют-Синк (частично расположен в округе)
- Национальный заповедник дикой природы Колусы
- Национальный заповедник дикой природы Делеван
- Национальный лес Мендосино (частично расположен в округе)
- Национальный заповедник дикой природы Сакраменто (частично расположен в округе)

## Демография
По данным переписи 2010 года, население Колусы составляет 21 419 человек. Расовый состав округа включает 64,7% белых, 0,9% чёрных или афроамериканцев, 2,0% коренных американцев, 1,3% азиатов, 0,3% выходцев с тихоокеанских островов, 27,3% представителей других рас и 3,6% представителей двух и более рас. 55,1% из всех рас — латиноамериканцы.

## Транспорт

### Автомагистрали
- I-5
- SR 16
- SR 20
- SR 45

### Аэропорт
Аэропорт округа Колуса расположен в 4,8 км к югу от окружного центра Колуса. Занимает площадь в 33 гектара и эксплуатирует одну взлётно-посадочную полосу. Обслуживает рейсы авиации общего назначения.